# Goose van Schaick
Goose van Schaick (også kendt i andre kilder som Gozen van Schaick) var en amerikansk oberst og senere brigadegeneral under Den Amerikanske Uafhængighedskrig. Inden da havde han, fra sin militære tjenestes begyndelse i 1755, kæmpet i flere slag for de tretten kolonier under den Franske og indianske krig, hvor han blandt andet blev såret i slaget ved Ticonderoga. Det Goose van Schaick i dag er mest kendt for er hans ledelse af 558 kontinentale soldater i en militær ekspedition fra Fort Stanwix mod Onondagastammen, hvor hæren dræbte 12 indianere, tog 34 til fange og drev resten af stammen på flugt uden at miste en eneste mand. Denne ekspedition blev set som en kæmpe succes i forhold til den efterfølgende Sullivan-ekspedition, og Goose van Schaick fik Thanks of Congress sammen med de andre kontinentale soldater, der deltog i ekspeditionen. Herefter fik van Schaick et ry for god militær ledelse, hvilket senere medførte, at han fik titlen som brigadegeneral i 1783 ved slutningen af Den Amerikanske Uafhængighedskrig. Han trak sig dog tilbage fra militære tjeneste en måned senere og døde i 1789 kun 53 år gammel. Dette var blandt andet skyld i det sår, han påtog sig under slaget ved Teconderoga i 1758. Goose van Schaick giftede sig desuden med Maria Ten Broek i 1770, med hvem han senere ville få syv børn.

## Barndom og opvækst
Goose van Schaick blev født den 5. september 1736, den første søn til Sybrant Gosen1 van Schaick (1708-1774) og Alida Rosenboom i Albany, New York. Han havde hollandske aner i form af hans bedstefar Goosen Gerrits van Schaick, der kom fra Utrecht til Ny Holland med sin kone, Catherina Staats, i 1637. Navnet Goose er også hollandsk og stammer fra den Frisland. Gooses far, Sybrant van Schaick, var borgmester af Albany fra 1756 til 1761 og havde inden haft rang som løjtnant i en kontinental milits. Det var muligvis farens militære fortid, der fik Goose van Schaick til senere at melde sig ind som soldat.

## Karriere

### 1755-1775: Militær indmelding og den Franske og Indianske Krig
I 1755 blev Goose van Schaick løjtnant i de New York Provinsielle Tropper. Dette er den tidligste rekord af Goose van Schaicks militære tjeneste, da der er ingen rekord af, hvornår han rent faktisk meldte sig ind som soldat. Samme år som Goose van Schaick blev løjtnant, deltog han i sit første slag i form af slaget om Lake George mod Frankrig under den Franske og indianske krig, der endte i en britisk sejr. Det følgende år deltog han i Crown Point-ekspeditionen stadig som løjtnant. Her var Goose van Schaick kun 20 år gammel, men udviste alligevel stort lederskab i sejren over de franske og indianske tropper i slaget ved Sabbath Day Point under ekspeditionen den 23. juli 1757. Et år senere i 1758 blev Goose van Schaick udnævnt kaptajn af en milits, med hvilken han deltog i slagene om Fort Frontenac og Fort Niagara. I 1759 deltog han også i slaget om Ticonderoga, der var en mindre konfrontation mellem de britiske styrker og 400 franske soldater i Fort Ticonderoga. Briterne indtog fortet, men under kampene påtog Goose van Schaick sig et sår til ansigtet fra en fransk musket. Van Schaick ville aldrig hele fuldstændig fra det sår, og det ville senere være skyld i hans tidlige død i 1789. Efter at være blevet udnævnt major i 1759 af en oberst Johnson, blev han i 1760 blev han forfremmet til oberstløjtnant for det Første New York Regiment. Hans fars høje status siges at have hjulpet van Schaick med at opnå mange forfremmelser under krigen. Han tilbragte resten af den Franske og indianske krig, der sluttede i 1763, i Canada uden at se meget aktion.
Goose van Schaick forlod kort militær tjeneste efter den Franske og indianske krigs afslutning for at hjælpe sin far med hans ejendomsforretning. Eftersom Goose van Schaick var en brændende liberalist og drømte om et frit USA, blev han medlem af Sons of Liberty i 1766, der kæmpede for at sænke den britiske beskatning af Amerika og mindske den britiske monarks magt over landet. Han skrev derfor også under på en protest mod Stamp Act i 1765. Han var også en af de tidlige medlemmer af forbundet af korrespondance i Albany, der kæmpede for de samme ting som Sons of Liberty. Efter hans fars død i 1772 blev Goose van Schaick også kendt som forretningsmand og landejer, da han ejede hele farens forretning og landbesiddelser.

### 1775-1783: Den amerikanske uafhængighedskrig og pensionering
Ved starten af den amerikanske uafhængighedskrig blev Goose van Schaick udnævnt oberst af det Andet New York Regiment, med hvem kan rykkede til Lake Champlain beliggende mellem New York og Vermont. Her forberedte han og regimentet sig på den kommende invasion af Canada, men Goose van Schaick oplevede ingen kamp med regimentet under invasionen, da han fik ledelsen af Fort George. Men i starten af 1776 var van Schaick tilbage i Albany med sit regiment, indtil han den 21 november samme år fik overdraget til det Første New York Regiment i stedet.
Med sit nye regiment kæmpede han mod fjendtlige indianere i Tryon County, New York og blev efterfølgende indblandet i beskyttelsen af Fort Ticonderoga i 1777. Her påtog han sig også en mindre skade. I marts 1778 fik Goose van Schaick ordrer fra George Washington til at marchere til den militære lejr Valley Forge i Pennsylvania. Efter dernæst at have marcheret til den mindre bjergkæde Hudson Highlands i New York, fik han i december 1778 overdraget kommandoen af Fort Stanwix fra hans søsters mand, oberst Peter Gansevoort. Det var herfra Goose van Schaick ville lede den mest kendte militære konfrontation i hans karriere mod Onondagastammen.
Den 7. april 1779 blev Goose van Schaick godkendt som leder af den kommende militære ekspedition mod Onondagastammen. Han var blevet foreslået som leder af general James Clinton og var senere blevet godkendt af George Washington. Den primære grund til at kommandoen havnede hos Goose van Schaick var, at det var hans regiment, der garniserede Fort Stanwix, hvorfra ekspeditionen ville have sit startpunkt. Goose van Schaick ankom til fortet den 16. april 1779, to dage inden ekspeditionens start, og samlede her tropper og forsyninger. Han fik samlet 558 kontinentale soldater fordelt på syv kompagnier. Tre af kompagnierne kom fra Goose van Schaicks regiment, det Første New York Regiment. Marinus Willett og Robert Cochran blev trukket ud fra det Tredje New York Regiment for at være van Schaicks feltofficerer.
Den 18. april marcherede Goose van Schaick med sine tropper fra Fort Stanwix, og de ankom aftenen den 20. april. Den 21. april om morgenen gik angrebet i gang. Goose van Schaick havde strategisk anlagt angrebet sådan, at forskellige delinger marcherede flere stedder rundt, så man hurtigst muligt kunne ødelægge hele Onondagastammens store land inden alarmen gik. Det viste sig, at Goose van Schaick havde planlagt sin ekspedition ordentligt, og den blev en kæmpe succes. I alt døde 12 onondagaindianere, 34 blev taget til fange, og der blev indsamlet 100 musketter. Alt dette skete uden Goose van Schaick mistede en eneste af sine mænd. For sin ekspedition blev Goose van Schaick og samtlige andre soldater, der deltog i ekspeditionen, hædret med Thanks of Congress den 10. maj 1779.
Efter den store succes af ekspeditionen blev Goose van Schaick og det Første New York Regiment valgt til at gardere nyligt besatte land fra Fort Stanwixunder den efterfølgende Sullivanekspedition, der havde til hensigt at ødelægge de andre irokesiske stammer, Mohawk, Cayuga og Seneca. Denne ekspedition var en betydeligt mindre succes end Van Schaick-ekspeditionen. I 1780 blev Goose van Schaick tilbudt forfremmelsen til brigadegeneral, men han takkede nej. Samtidig vandrede van Schaick og de nyligt sammenslåede Første og Tredje New York Regimenter til Albany for at tilslutte sig George Washingtons hær der. Her tilbragte han de følgende år, men brugte også meget tid på at rejse til Philadelphia for at få opereret den cancer væk, der havde forkommet i hans sår fra slaget ved Ticonderoga. I 1783 kæmpede han i det altafgørende slag ved Yorktown, hvorefter han endelig blev forfremmet til brigadegeneral den 10. oktober det samme år. Han trak sig dog tilbage en måned senere på grund af sit helbred, selvom han gerne ville have videreblevet som militær officer i den amerikanske hær. For sin militære deltagelse modtog han en masse penge og noget land uddelt af USA.

## Personlige liv
Goose van Schaick giftede sig med Maria Ten Broek i oktober 1770 i New York City. På det tidspunkt var Maria Ten Broek kun 20, mens Goose van Schaick var 34. Maria Ten Broek var oprindeligt fra New Jersey og endte med at blive 16 år ældre end sin mand, eftersom hun først døde i 1829. Sammen fik parret syv børn; Alida (25. december 1771), John (1. januar 1774), Sybrant (19. maj 1776), Tobias (9. december 1779), Myndert (16. september 1982), Elizabeth (11. juni 1786) og Abraham van Schaick (10. november 1787). Elizabeth van Schaick døde dog som baby en måned efter sin fødsel. Myndert van Schaick ville senere blive senator af New York. Alle børnene blev døbt i den hollandske kirke i Albany. Goose van Schaick er desuden også beslægtet med Herman Melville, forfatter til romanen Moby Dick.

## Død og eftermæle
Gennem 1780'erne tog Goose van Schaicks skade til, eftersom ingen læger havde kunnet fjerne kræften, der havde bredt sig i hans ansigt, efter han var blevet ramt på kinden af en fransk musket i slaget ved Ticonderoga i 1758. I 1788 så tingene særdeles slemt ud, og han skrev sit testamente den 10. november samme år, hvor han blandt andet nævnte, at hans kone, Maria Ten Broek, og hans seks børn skulle overtage hans ejendom, land og penge. Den 4. juli 1789 døde Goose van Schaick i sit hjem i Albany i en ung alder af 53.